# DA dA dA
Pour l’article homonyme, voir Da Da Da.
Albums de The Nits
Ting
(1992) Dankzij de Dijken
(1995)
DA dA dA est un album de The Nits paru en 1994.

## Liste des chansons
1. Da Da Da – 4:02
2. Dreams – 4:34
3. What We Did On Our Holidays – 3:14
4. Mourir Avant 15 Ans – 6:36
5. Homeless Boy – 4:32
6. Whales Of Tadoussac – 3:49
7. Chameleon Girl – 2:00
8. Instead Of – 4:48
9. Day And The Night – 2:33
10. Desert Island Song – 4:53
11. Sorrow – 3:58
12. Bilbaoboa Abandoned – 3:28
13. Mine – 7:06